# Oreocereus pseudofossulatus
Oreocereus pseudofossulatus är en kaktusväxtart som beskrevs av David Richard Hunt. Oreocereus pseudofossulatus ingår i släktet Oreocereus och familjen kaktusväxter. Inga underarter finns listade i Catalogue of Life.

## Bildgalleri

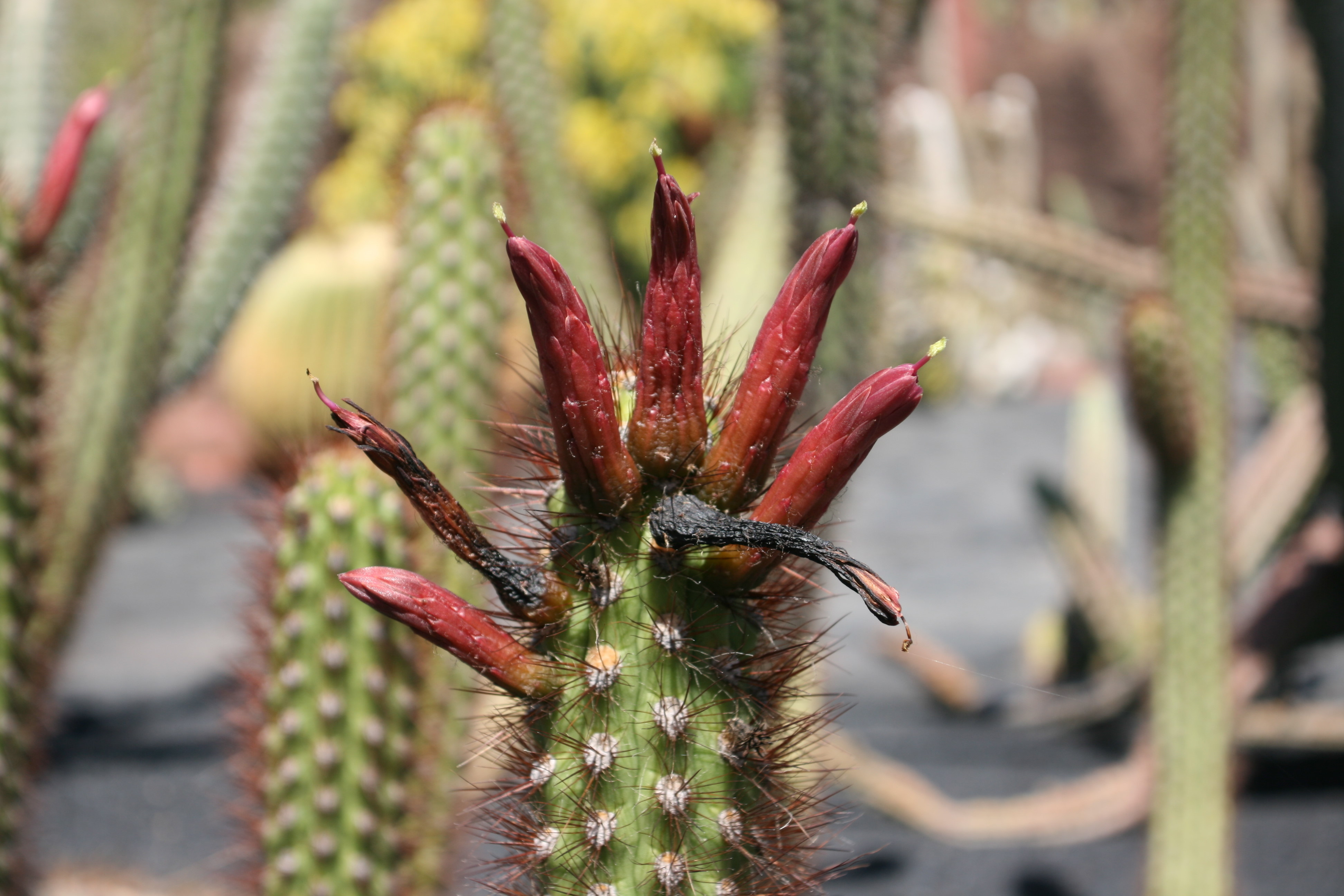
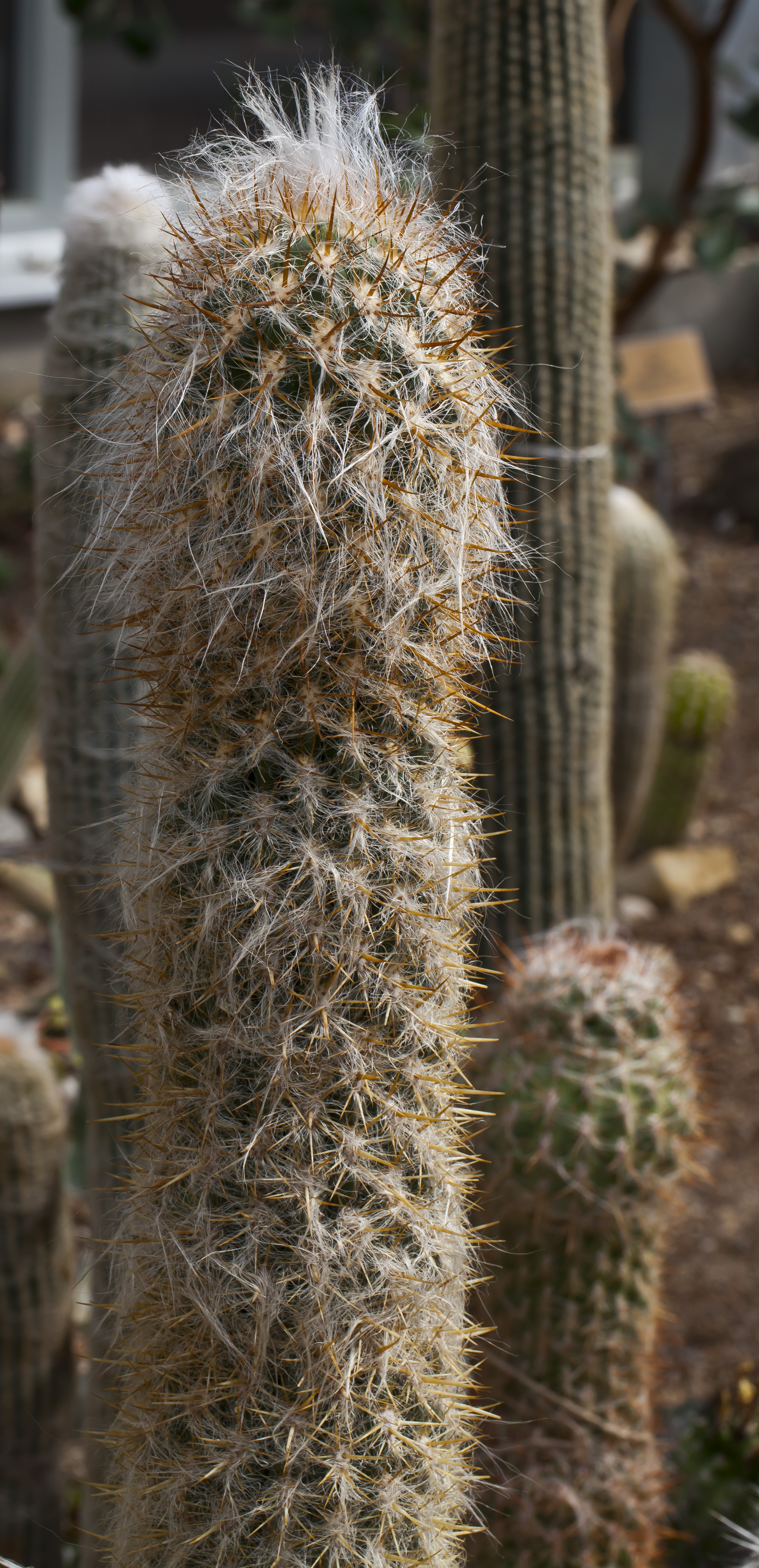